# Jules Sandeau

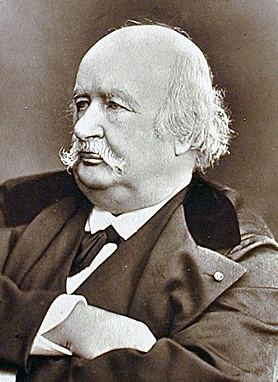
Jules Sandeau, Photo um 1880

Jules Sandeau (* 19. Februar 1811 in Aubusson (Creuse); † 24. April 1883 in Paris) war ein französischer Schriftsteller und Mitglied der Académie française.

## Leben
Jules Sandeau verbrachte seine Kindheit in Aubusson an der Creuze. In Bourges besuchte er das Lyceum und ging 1828 nach Paris, um Jura zu studieren. Bald überwogen seine literarischen Interessen und er schloss sich dem Kreis der Romantiker um Victor Hugo an. Er wurde der Geliebte der sieben Jahre älteren Baronin Dudevant – der späteren George Sand, mit der er zusammen 1831 den fünfbändigen Roman Rose et Blanche veröffentlichte. Ihr gemeinsames Pseudonym dabei war Jules Sand. Als Madame Dudevant sich später von Sandeau trennte, verwandte sie den Schriftstellernamen Sand weiter, statt Jules fügte sie den männlichen Vornamen George hinzu.
Sandeau war zunächst kurz Mitarbeiter von Honoré de Balzac und schrieb danach eine Reihe von Romanen, die meist zuerst im Figaro und in der Revue des Deux Mondes erschienen sind. Sein bekanntestes Werk ist der 1848 erschienene Roman Das Fräulein von Laseiglière. In den fünfziger Jahren wandte er sich der Bühne zu und arbeitete einige seiner Romane zu Dramen um. Ab 1854 war er Kustos an der Bibliothèque Mazarine, 1858 wurde er als Nachfolger des Schriftstellers Charles Brifaut in die Académie française aufgenommen. Nach dem tragischen Tod seines einzigen Sohnes 1873 publizierte er nicht mehr und zog sich aus der Öffentlichkeit zurück.

## Werke
Romane
- Rose et Blanche, zusammen mit George Sand (1831)
- Les Revenants, zusammen mit Arsène Houssaye (1836)
- Marianna, Porträt von George Sand (1839)
- Le Docteur Herbeau (1841)
- Madame de Vandeuil, zusammen mit Arsène Houssaye (1843)
- Mademoiselle de Kérouare (1843)
- La Dernière fée (1844)
- Catherine (1845)
- Le Docteur Herbeau (1846)
- Mademoiselle de la Seiglière (1848)
- Madeleine (1848)
- La Chasse au roman (1849)
- Sacs et parchemins (1851)
- Un Héritage (1852)
- Le jour sans lendemain (1853)
- La Maison de Penarvan (1858)
- La Roche aux mouettes (1871)

Dramen
- La Chasse au roman, Komödie in 3 Akten, zusammen mit Émile Augier (1850)
- Mademoiselle de La Seiglière, Prosakomödie in 4 Akten (1851)
- La Maison de Penarvan, Prosakomödie in 4 Akten (1863)
- Le Gendre de M. Poirier, Prosakomödie in 4 Akten, zusammen mit Émile Augier (1854)
- Marcel, Prosadrama in 1 Akt, zusammen mit Adrien Decourcelle (1872)
- Jean de Thommeray, Komödie in 5 Akten, zusammen mit Émile Augier (1873)